# Тарсап
Тарсап (устар. Тар-Сап) — река в России, протекает по территории Нефтеюганского района Ханты-Мансийского автономного округа. Устье реки находится в 333 км от устья реки Большой Салым по левому берегу. Длина реки — 30 км, площадь водосборного бассейна — 3140 км².

## Данные водного реестра
По данным государственного водного реестра России относится к Верхнеобскому бассейновому округу, водохозяйственный участок реки — Обь от города Нефтеюганск до впадения реки Иртыш, речной подбассейн реки — Обь ниже Ваха до впадения Иртыша. Речной бассейн реки — (Верхняя) Обь до впадения Иртыша.
Код объекта в государственном водном реестре — 13011100212115200049790.